# Zone de protection des sources minérales de Stuttgart

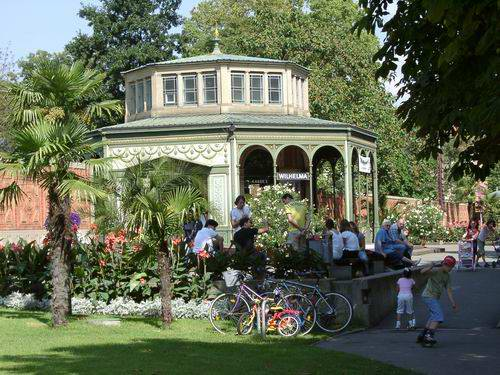
Wilhelma

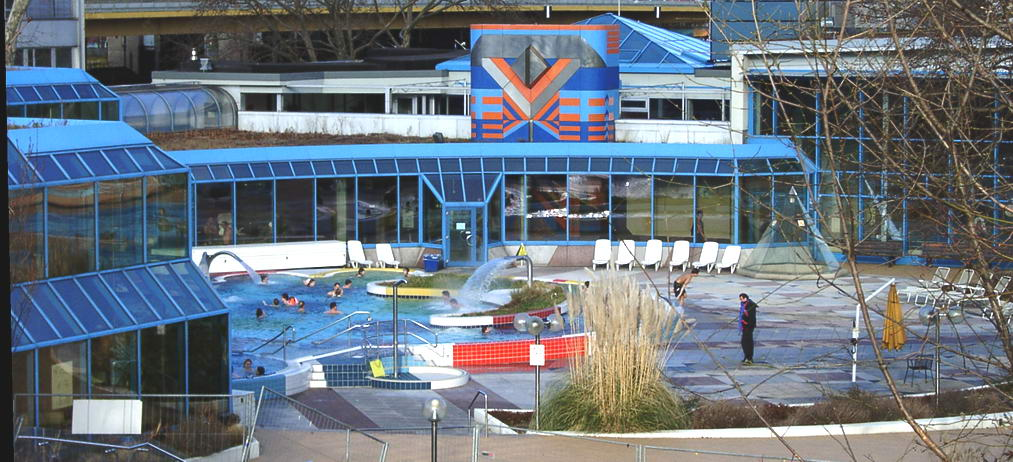
Bain minéral de Leuze

La zone de protection des sources minérales de Stuttgart comprend les sources reconnues par l'État dans les districts de Bad Cannstatt et de Berg à Stuttgart. Ils font de Stuttgart une ville thermale et balnéaire.
L'eau souterraine s'écoule d'ouest en est vers la zone de protection des sources médicinales. L'assemblée du District de Stuttgart a acté par un règlement du 11 juin 2002 que la zone englobe les sources suivantes : 
- Source Gottlieb Daimler
- Sources dites "Fontaine de Guillaume Ier" et "Fontaine de Guillaume II"
- Sources du Nord, du Sud, du Centre, de l'Ouest et de l'Est (Berg)
- Source de Leuze
- Source du Printemps
- Source Rudolf Veiel

La zone de protection s'étend une superficie de 30 062 hectares. Dans cette zone centrale avec la captation personnelle est interdite

## Sources
- Conseil régional de Stuttgart : Ordonnance sur la protection des sources médicinales reconnues par l'État du 11. Juin 2002 (fichier PDF, 122 Ko)
- Capitale de l'État Stuttgart. Office pour la protection de l'environnement : Utilisation de l'énergie géothermique à Stuttgart, série de publications de l'Office pour la protection de l'environnement, numéro 1/2005 (fichier PDF ; 1,46 Mo)
- Capitale de l'État Stuttgart, Office pour la protection de l'environnement : Hydrogéologie du système d'eau minérale de Stuttgart (table des matières), série de publications de l'Office pour la protection de l'environnement - Numéro 3/2006 (fichier PDF; 301 kB)
- Joachim von Zimmermann : Hydrogéologie du système des eaux minérales de Stuttgart (article p. 9-18) - Stuttgart et ses sources minérales et curatives - bien culturel - bien économique - bien protégé. Capitale de l'État Stuttgart, Office pour la protection de l'environnement. Série de publications de l'Office pour la protection de l'environnement - Numéro 3/2006 (fichier PDF; 189 Ko)
- State Capital Stuttgart, Office for Environmental Protection: Environmental Aspects in Spatial Planning in Stuttgart, Série de publications de l'Office for Environmental Protection - Numéro 1/2008 (fichier PDF; 11,67 Mo)
- Spa et bains à Stuttgart : L'eau minérale de Stuttgart - origine et développement ], (o. J.) Partie 1, Partie 2

## Liens web
- Fontaine à boire de Stuttgart